# Rogatina

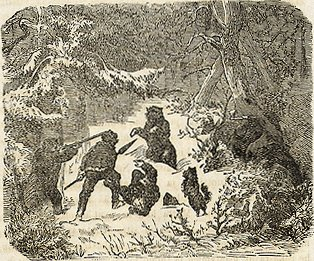
Caccia all'orso con la lancia ed i cani.

La rogatina era un tipo particolare di lancia sviluppata dagli slavi dell'Europa Orientale (fond. russi e polacchi) per la caccia all'orso bruno, poi passata in uso alle forze militari locali data la sua robustezza ed affidabilità. Consta di una lama a forma di foglia di alloro con una piccola crociera sulla gorbia, inastata su di un manico di circa 2 metri.

## Storia
Come la lancia da cinghiale, anche la rogatina originò presso le popolazioni dell'Europa Orientale. Rispetto però alla Saufeder sviluppata dai germani al tempo dell'Impero Romano, la rogatina ebbe origine più tarda, nel contesto del definitivo insediamento degli slavi nei territori di Russia, Ucraina e Polonia.